# Joëlle Brethes
Joëlle Brethes, née le 4 décembre 1947 à Paris, est une écrivaine et poétesse française qui vit à La Réunion.

## Biographie
Enseignante dans le primaire puis dans le secondaire après des diplômes décrochés grâce au CNTE, professeur de lettres, elle a toujours aimé écrire. Ce n’est pourtant qu’en 1990 que sa distraction est devenue passion et qu'elle y consacre la majorité de son temps libre.
Elle a déjà reçu une soixantaine de premiers prix dans des concours d’écriture aussi bien en métropole qu’à La Réunion pour des nouvelles, des contes, de la poésie ou du théâtre.
Inscrite à la faculté de lettres de La Réunion, elle a repris des études d’anglais en vue d'un doctorat et a découvert d'autres activités, le cinéma notamment, où elle a tenu en juin puis en septembre 2006 deux rôles dans les courts métrages Faim de série et Le rouge et Lenoir.
Membre de l'association Laféladi qui vise à promouvoir la littérature de jeunesse, elle anime des ateliers d'écriture et de diction auprès des jeunes. Elle pratique le slam depuis 2009 et est donneuse de voix à Tek tek bibliothèque (enregistrements audio pour les aveugles).
Son premier roman, Les Vénusiennes, paraît en 2018.

## Œuvres

### Contes ou recueils de nouvelles
- Grand-Mère Kal, conte, ARS Terres Créoles, 1997
- Le jardin secret et autres récits, nouvelles, éditions UDIR, 1999
- Cuiserymes, poésie, Éditions ACM, 2000
- Grandiab’ et autres contes, contes, éditions UDIR, 2000
- Contoir Bressan, nouvelles, Dicolor livre, 2001
- Au-revoir Granmèr Kal, conte, Dicolor livre, 2001
- Quand le Diable s’en mêle, conte, ARS Terres Créoles, 2002
- Trois coups de folie, théâtre, Dicolor livre, 2004
- Le secret de Judith, nouvelle jeunesse bilingue français-créole, Dicolor livre, 2006
- L'homme de Larachney, nouvelle, Masque d'Or, 2006, réédité en 2014 chez Pulsio
- Coups du sort, théâtre, autoédition, 2008
- KAL and K° , contes, Dicolor livre, 2008
- Senior cherche emploi, farce, Dicolor livre, juin 2010
- Slams à l'âme 1, poésie contemporaine, Dicolor livre, 2009
- Slams à l'âme 2, poésie contemporaine, Surya Éditions, 2010
- Slams à l'âme 3, poésie contemporaine, Surya Éditions, 2011
- Slams à l'âme 4, poésie contemporaine, Surya Éditions, 2013
- Au fil de ma toile, poésie traditionnelle, Pulsio, 2014
- Le voyage de Kalla, conte, Éditions Orphie, 2014
- Le Chaud lapin, nouvelle, Short édition, 2019

### Poèmes et récits édités
- Dans des recueils collectifs
- Dans des revues métropolitaines : Amitiés littéraires du Gâtinais, Bien Dire, Casse, Europoésie, Florilège, Miniature, MF, Poésie première, Portique, Scen'ART, SOL’AIR, Terpsichore, Vampire Dark News, Ténèbre et Visage du XXe siècle.

### Pièces jouées
- Une muse peu ordinaire, Cuisery, mai 1993
- Peintre à nu(s), Association Jeux Thèmes, Paris, 26 février 1996
- Ne réveillez pas le somnambule, Association Jeux Thèmes, Paris, 6 mai 1996
- Pas de trousseau pour Judith', Association Jeux Thèmes, Paris, 29 mai 1998

### Romans
- Les Vénusiennes, La Plume et le Parchemin, 2018[2]